# Ausgießer

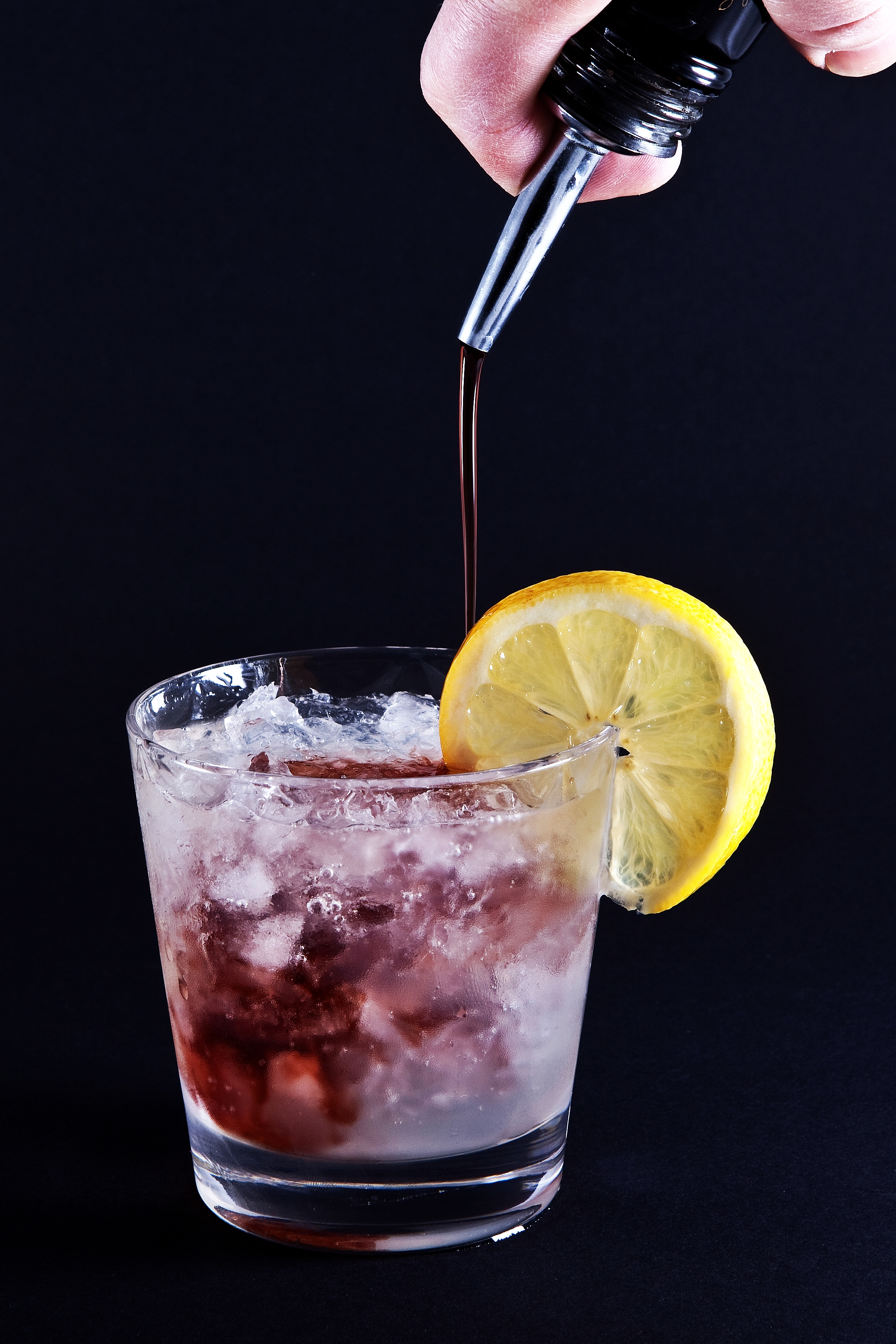
Dosieren einer Spirituose (hier Crème de Mûre, ein Brombeerlikör, bei der Zubereitung eines Bramble) mit einem Ausgießer.

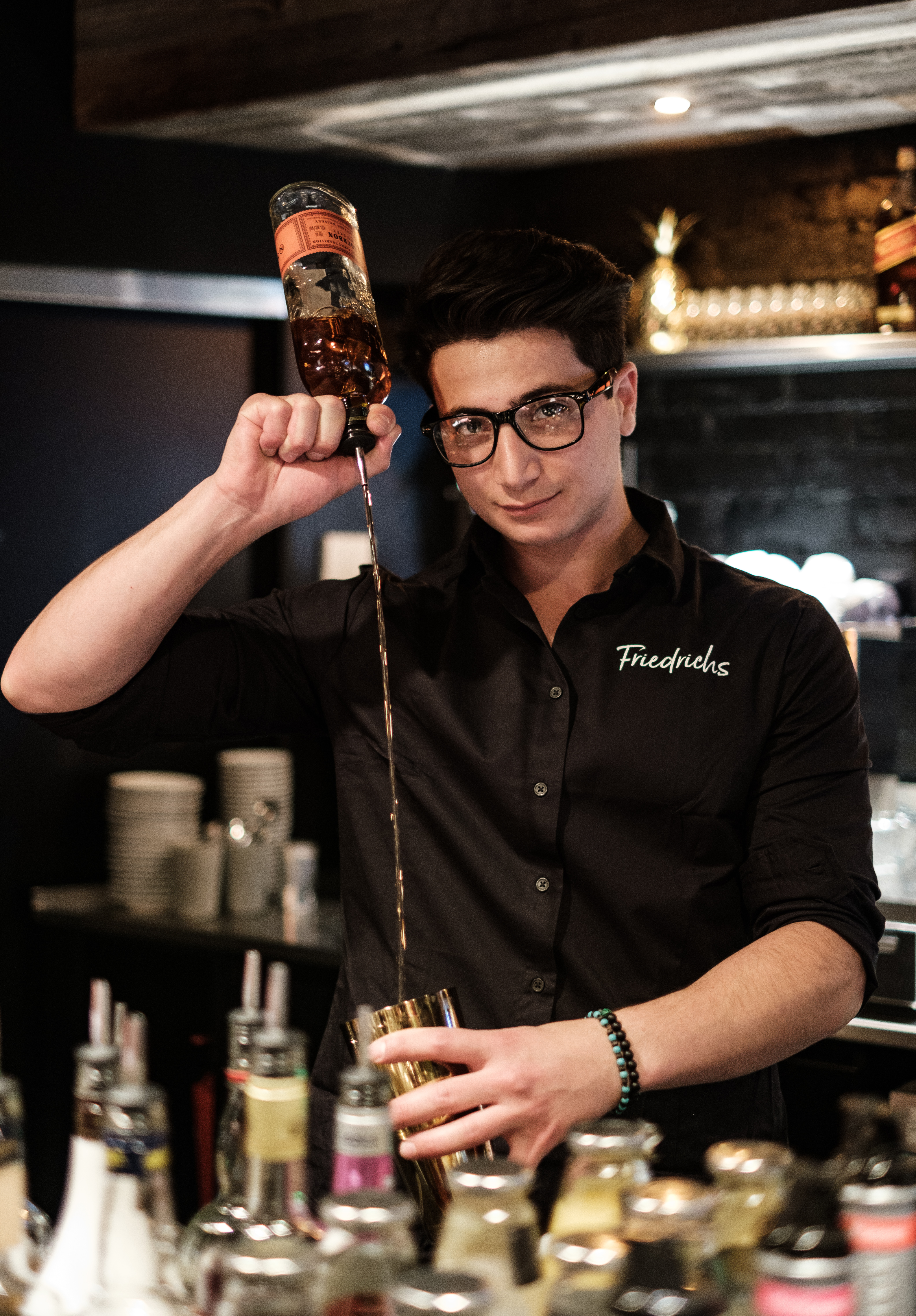
Barkeeper beim Freepouring mit Ausgießer.

Ein Ausgießer (auch Speedster genannt) ist ein Barwerkzeug, das zum Ausschenken und Dosieren von Spirituosen, Säften und Sirups in Gastronomiebetrieben dient. Der Ausgießer wird dabei wie ein Korken in die geöffnete Flasche gesteckt. Die Flüssigkeit entweicht nun sehr gleichmäßig in einem dünnen Strahl aus der Flasche. Dadurch lassen sich auch kleine Mengen genau dosieren.
Oft werden die Zutaten für Cocktails in Bars nur mit Hilfe von Ausgießern dosiert und auf einen (Bar-)Messbecher verzichtet. Voraussetzung für genaue Ergebnisse sind eine einheitliche Ausstattung aller Flaschen mit Ausgießern des gleichen Typs, sekundengenaues Abzählen der Durchflusszeiten sowie Erfahrung und regelmäßiges Üben. Fachsprachlich wird das Arbeiten mit Ausgießern Freepouring (etwa: „freies Ausschenken“) genannt, im Gegensatz zum Jiggern, dem Abmessen mit einem Jigger, wobei dieser sowohl mit als ohne Ausgießer auf den Flaschen verwendet wird. Welche Technik „bessere“ Ergebnisse liefert, ist unter Barkeepern umstritten.
Ausgießer sind in vielen verschiedenen Ausführungen erhältlich. Der Teil, der in die Flasche gesteckt wird, ist entweder ein konisch geformter Korkstopfen oder besteht aus Kunststoff mit kreisförmigen Lamellen, die in der Flasche Halt geben. Zusätzlich sollte beim Ausgießen stets ein Finger den Ausgießer fixieren, damit dieser sich nicht lösen kann. Das Ausgießrohr kann aus Kunststoff oder aus Metall sein, daneben gibt es eine zweite, kleinere Öffnung, durch die während des Ausgießens Luft zurück in die Flasche strömt. Dadurch entsteht in der Flasche kein Unterdruck, und die Flüssigkeit kann gleichmäßig entweichen. Die Durchflussmenge pro Sekunde hängt von der Konsistenz der Flüssigkeit und der Größe des Ausgießers ab; sie ist bei stark zuckerhaltigen Sirups oder Likören geringer als bei klaren Spirituosen. Weit verbreitet sind Ausgießer für ungefähr 1 cl pro Sekunde, es gibt sie aber auch für andere Durchflussmengen.
Eine besondere Form sind Portionierer, die den Durchlauf nach einer bestimmten Menge – beispielsweise den üblichen Ausschankmengen von 2 oder 4 cl – mit Hilfe einer kleinen Kugel blockieren. Sie ermöglichen es, auch ohne Übung stets einheitlich gleiche Mengen auszuschenken, wie dies zum Beispiel bei der Zubereitung einfacher Longdrinks erforderlich ist. Eine neue Portion lässt sich erst wieder ausschenken, nachdem die Flasche wieder aufgerichtet wurde und die Kugel den Durchfluss erneut freigibt.